# Chrysobothris breviloba
Chrysobothris breviloba är en skalbaggsart som beskrevs av Henry Clinton Fall 1910. Chrysobothris breviloba ingår i släktet Chrysobothris och familjen praktbaggar. Inga underarter finns listade i Catalogue of Life.